# Будівельник (Дніпродзержинськ)
Будівельник  — український футбольний клуб, який представляв місто Дніпродзержинськ Дніпропетровської області.

## Хронологія назв
- 1933—???: «Будівельник» (Дніпродзержинськ)
- ???—...: «Дзержинськбуд» (Дніпродзержинськ)

## Історія
Футбольна команда «Будівельник» заснована 1933 року в Дніпродзержинську й представляла Завод ремонту будівель «Дзержинськбуд». У 1938 році команда стартувала в кубку СРСР. Після цього виступала виключно в регіональних змаганнях.
Правонаступником «Будівельника» можна вважати футбольну команду тресту «Дзержинськбуд», яка під назвою «Дзержинськбуд» виступала в регіональних змаганнях. Найвище досягнення — 3-тє місце в чемпіонаті Дніпродзержинська 1985 року.